# Боб на Зимским олимпијским играма 1952.
Такмичење у бобу на Зимским олимпијским играма 1952. у Ослу одржано је у две дисциплине за мушкарце и то двосед и четворосед. Такмичења су одржана између 15. и 12. фебруара 1952. У такмичењу је учествовало 71 такмичара из 10 земаља.

## Дисциплине
На играма у Ослу 1952. биле су укупно четири дисциплине у брзом клизању само за мушкарце.
| Мушкарци       |
| -------------- |
| Боб двосед     |
| Боб четворосед |

## Распоред такмичења
| Датум                     | Старт | Финиш | Дисциплина                           |
| ------------------------- | ----- | ----- | ------------------------------------ |
| Четвртак 14. фебруар 1952 | 11:00 |       | Боб двосед 1. и 2. трка мушкарци     |
| Петак 15. фебруар 1952    | 14:00 |       | Боб двосед 3. и 4. трка мушкарци     |
| Четвртак 21. фебруар 1952 | 11:00 |       | Боб четворосед 1. и 2. трка мушкарци |
| Петак 22. фебруар 1952    | 11:00 |       | Боб четворосед 3. и 4. трка мушкарци |

## Земље учеснице
- Аргентина (4)
- Аустрија (8)
- Белгија (4)
- Немачка (6)
- Француска (5)
- Италија (8)
- Норвешка (9)
- Сједињене Америчке Државе (10)
- Швајцарска (8)
- Шведска (9)

- У загради се налази број спортиста који се такмиче за ту земљу

## Мушкарци
| Дисциплина    | Злато                                                                                 | Злато   | Сребро                                                                                                 | Сребро  | Бронза                                                                                          | Бронза  |
| ------------- | ------------------------------------------------------------------------------------- | ------- | --- | ------- | ----------------------------------------------------------------------------------------------- | ------- |
| Двосед детаљи | Немачка · Немачка I · Andreas Ostler · Lorenz Nieberl                                 | 5:24,54 | Сједињене Америчке Државе · САД I · Stanley Benham · Patrick Martin                                    | 5:26,89 | Швајцарска · Швајцарска I · Fritz Feierabend · Stephan Waser                                    | 5:27,71 |
| Двосед детаљи | Немачка · Немачка I · Andreas Ostler · Friedrich Kuhn · Lorenz Nieberl · Franz Kemser | 5:07,84 | Сједињене Америчке Државе · САД I · Stanley Benham · Patrick Martin · Howard Crossett · James Atkinson | 5:10,48 | Швајцарска · Швајцарска I · Fritz Feierabend · Albert Madörin · André Filippini · Stephan Waser | 5:11,70 |

## Биланс медаља
| Ранг | Држава                    | Злато | Сребро | Бронза | Укупно |
| 1    | Немачка                   | 2     | 0      | 0      | 2      |
| 2    | Сједињене Америчке Државе | 0     | 2      | 0      | 2      |
| 3    | Швајцарска                | 0     | 0      | 2      | 2      |
|      | Укупно (3)                | 2     | 2      | 2      | 6      |